# Luis Avila Sanchez
Luis Carlo Avila Sanchez (* 15. August 2005) ist ein deutscher Wasserspringer. Seine Spezialdisziplin ist das Turmspringen (10-Meter-Plattform). 

## Karriere
Luis Carlo Avila Sanchez begann seine sportliche Laufbahn im Turnen und beim Schwimmen, bevor er im Alter von 7,5 Jahren zum Wasserspringen wechselte. Trotz seines sportlichen Interesses war der Einstieg zunächst herausfordernd, da viele Gleichaltrige bereits im Vorschulalter mit dem Springen begonnen hatten. Sein erster fester Trainer war Udo Hemmerling. Im Jahr 2018 wechselte er zu Christian Picker, der ihn erstmals auf den 10-Meter-Turm brachte und mit dem er seine erste vollständige 10-Meter-Serie etablierte. Er trainierte vom Beginn an im Berliner TSC  und begann dort, an Wettkämpfen teilzunehmen. Mit dieser Sprungserie qualifizierte sich Avila Sanchez 2019 bei den Deutschen Jugendmeisterschaften für seine erste Jugend-Europameisterschaft in der Europäischen Jugendschwimmmeisterschaften in Kasan.
In den folgenden Jahren entwickelte er seine Turmserie weiter und erhöhte den Schwierigkeitsgrad seiner Sprünge, konnte sich jedoch zunächst nicht erneut für internationale Jugendwettbewerbe qualifizieren. 2022 wechselte er zu Igor Gulov, unter dessen Anleitung er erstmals sogenannte „Männersprünge“ erlernte – komplexe Sprungkombinationen, die zur Qualifikation für internationale Wettbewerbe im Erwachsenenbereich notwendig sind. 
Bei den Deutschen Sommermeisterschaften 2023 erzielte er persönliche Bestleistungen im 10-Meter-Einzel sowie im 10-Meter-Synchron mit seinem Partner Tom Waldsteiner den zweiten Platz im Synchronspringen vom 10-m-Turm mit 405 Punkte. Im Einzelspringen vom Turm wurde Avila Sanchez ebenfalls Zweiter, wodurch er vom deutschen Bundeskader aufgenommen wurde. Im Anschluss wurde er in die deutsche Nationalmannschaft berufen und qualifizierte sich für die Weltmeisterschaften in Fukuoka. Dort schied er bei seinem Debüt im Vorkampf aus.
2024 qualifizierte er sich für die Weltmeisterschaften in Doha sowie für seinen ersten World Cup in Berlin, bei dem er direkt das Finale erreichte.
Im Jahr 2025 erfolgte ein Wechsel im Synchronbereich: Gemeinsam mit Jaden Eikermann, der zuvor mit Timo Barthel sprang, bildete er ein neues Duo auf dem 10-Meter-Turm. Zudem begann er im Mixed-Bereich mit Lena Hentschel zusammenzuarbeiten. Im selben Jahr nahm er erfolgreich an der World Cup Series teil und belegte beim Superfinale in Peking den 4. Platz im 10-Meter-Synchron.
Bei den Europameisterschaften 2025 in Antalya belegte er den 10. Platz im 10-Meter-Einzel und wurde Europameister im 3-Meter-Mixed-Synchron mit Lena Hentschel – sein erster Titel bei einer internationalen Meisterschaft. Außerdem gewann er bei den FISU World University Games in Berlin die Silbermedaille im 10-Meter-Synchron sowie Gold im 3-Meter-Mixed-Synchron.
Im Laufe des Jahres 2025 übernahm Michel Annas die sportliche Betreuung von Luis Avila Sanchez als sein neuer Trainer. Unter seiner Leitung bereitet sich Avila Sanchez aktuell auf die World Aquatics Championships 2025 in Singapur vor, bei denen er im 10-Meter-Synchron und im 3-Meter-Mixed-Synchron an den Start gehen wird.

## Galerie

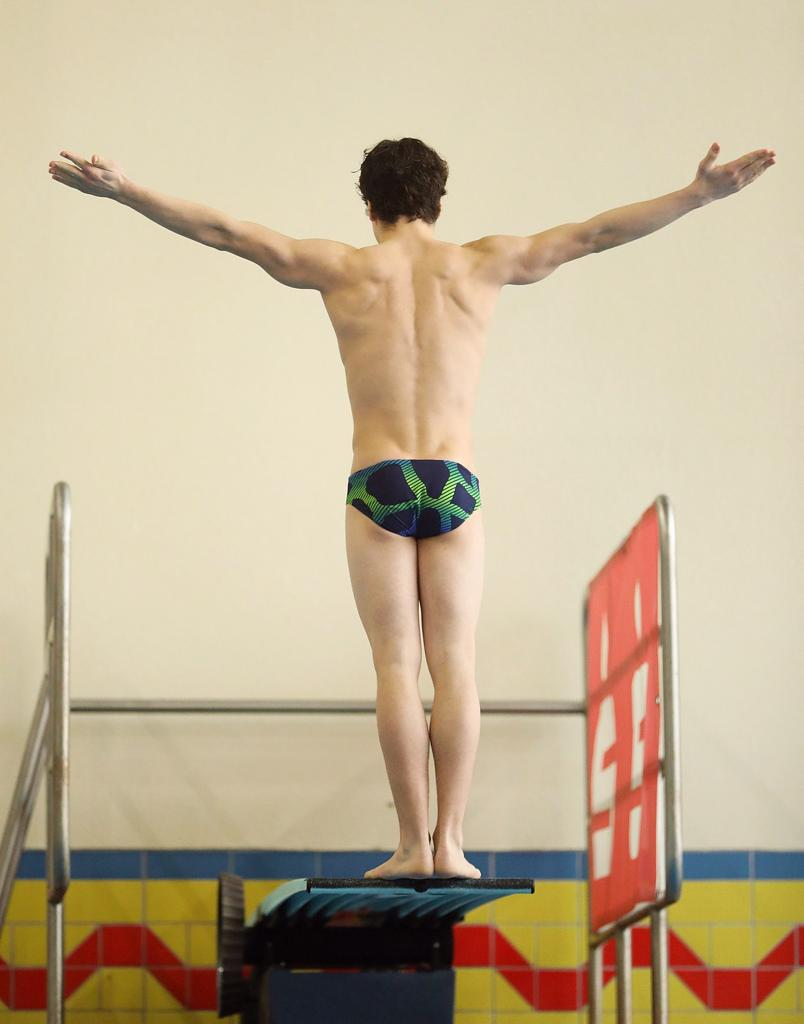
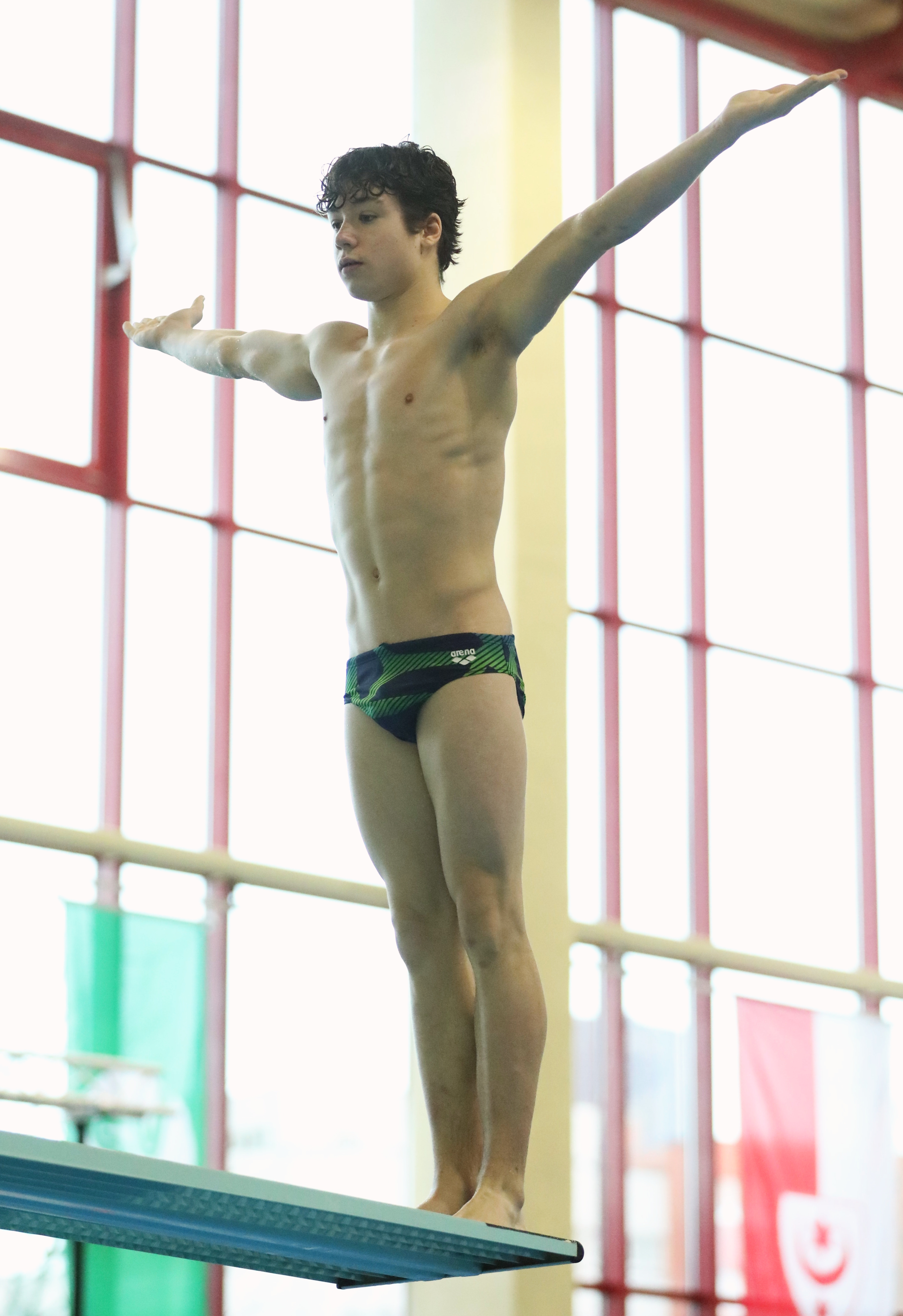
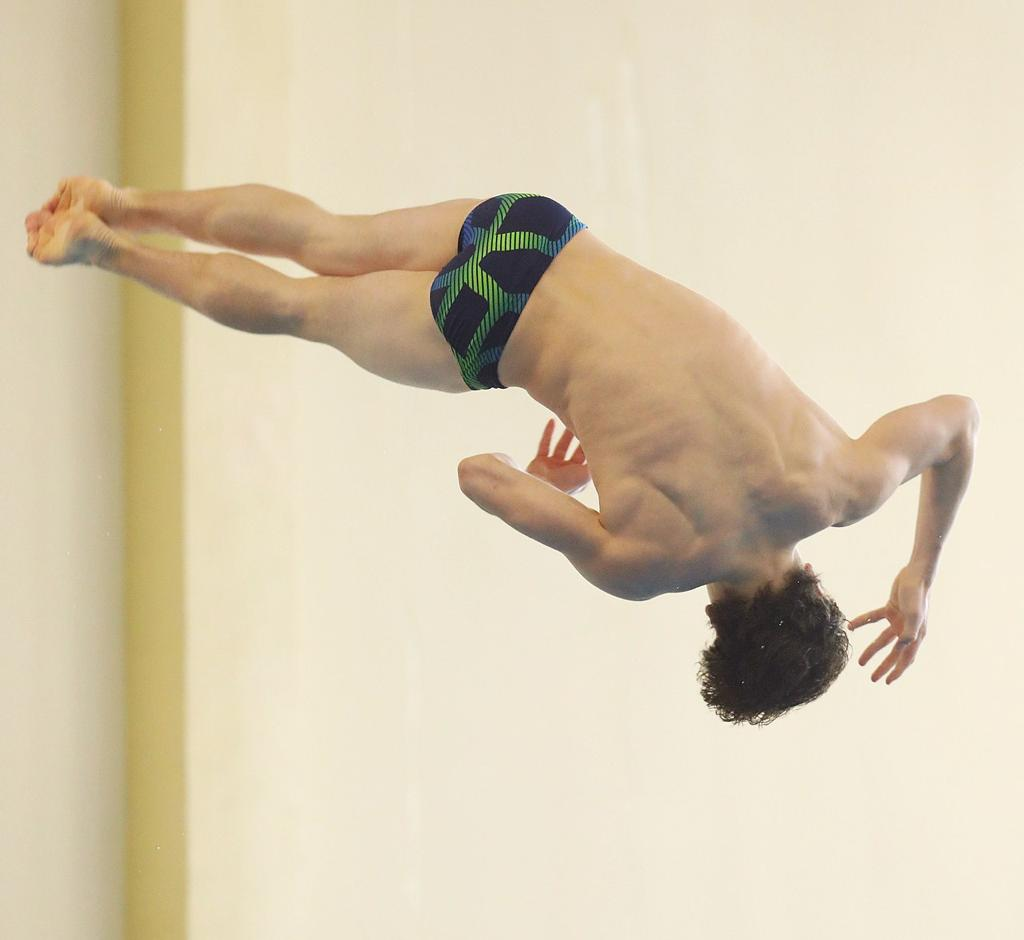

## Erfolge
Junioreneuropameisterschaften, Kasan:
- JEM 2019: 5. Platz 10 m Einzel

Deutsche Meisterschaften:
- DHM 2023: 1. Platz Synchron Turm, 5. Platz Turm (2. Platz unter den deutschen Teilnehmern)
- DHM 2022: 3. Platz Turm, 11. Platz 1 m

World Aquatics Championships 2023, Fukuoka
- Teilnahme im 10 m Einzel (Debüt im Erwachsenenbereich)

World Aquatics Championships 2024, Doha
- Teilnahme im 10 m Einzel

World Cup 2024, Berlin
- Finaleinzug im 10 m Einzel

World Cup Superfinal 2025, Peking
- 4. Platz im 10 m Synchron (mit Jaden Eikermann)

Europameisterschaften 2024
- Bronze im 10 m Synchron

Europameisterschaften 2025, Antalya
- Gold im 3 m Mixed Synchron (mit Lena Hentschel)
- 10. Platz im 10 m Einzel

FISU World University Games 2025, Berlin
- Gold im 3 m Mixed Synchron
- Silber im 10 m Synchron